# Royal Olympic Club de Charleroi
Ne pas confondre avec le Sporting de Charleroi, un autre club de football de Charleroi.
Maillots
Actualités
Dernière mise à jour : 4 juin 2025.
Le (Royal) Olympic Club de Charleroi est un club belge de football basé à Montignies-sur-Sambre. Porteur du matricule 246, le club évolue en Challenger Pro League lors de la saison 2025-2026. 
En 2019-2020, le site Internet officiel du club propose une dénomination alternative, à savoir (Royal) Olympic Club de Charleroi Farciennes. Celle-ci devient familière à l'usage bien que non-officielle. Mais pour la saison 2020-2021, les mentions Châtelet et Farciennes disparaissent officiellement et le cercle retrouve son appellation historique, avec la particule "de" que l'on peut qualifier de "à la Française", car moins employée en Belgique francophone.
Les joueurs du matricule 246 sont surnommés les «Dogues». Une tête de cet animal figure sur l'emblème du club. La devise de ses supporters est « Dogue un jour, Dogue toujours » (adaptation libre de celle, plus ancienne, de l'Union St-Gilloise : « Unioniste un jour, Unioniste toujours »).

## Repères historiques
- 1911 : 20/09/1911, fondation de CAROLOREGIAN LODELINSART CLUB OLYMPIQUE
- 1912 : CAROLOREGIAN LODELINSART CLUB OLYMPIQUE change son appellation et opte pour le nom de OLYMPIC CLUB de CHARLEROI.
- 1913 : affiliation temporaire de OLYMPIC CLUB DE CHARLEROI, auprès de l'UBSFA (future URBSFA)
- 1914 : 01/02/1914, affiliation officielle de OLYMPIC CLUB DE CHARLEROI comme « membre adhérent » auprès de l'UBSFA (future URBSFA).
- 1914 : OLYMPIC CLUB CHARLEROI se désaffilie de l'UBSFA (future URBSFA) « pour n'avoir pas reçu les médailles promises par la Fédération pour leur victoire dans le Championnat 13-14 des Clubs Adhérents ».
- 1919 : Ne jouant que des matches de charité pendant le conflit (toutes les compétitions officielles sont annulées), le OLYMPIC CLUB CHARLEROI se désaffilie de l'UBSFA (future URBSFA) et rejoint la FEDERATION WALLONNE DES SPORTS ATHLETIQUES, nouvellement créée.
- 1921 : 05/06/1921, Lorsque la Fédération Wallonne des Sports Athlétiques est dissoute, OLYMPIC CLUB CHARLEROI se réaffilie à l'URBSFA, comme « CLUB DEBUTANT » sous la dénomination de OLYMPIC CAROLINGIEN (sic) DE LODELINSART.
- 1922 : 13/06/1922, OLYMPIC CAROLINGIEN DE LODELINSART change son appellation et devient OLYMPIC CLUB CHARLEROI.
- 1926 : mai 1926, OLYMPIC CLUB DE CHARLEROI accède aux séries nationales (Promotion, soit la D3 de l'époque). Le club n'a jamais plus quitté la nationale depuis lors.
- 1926 : décembre 1926, OLYMPIC CLUB DE CHARLEROI se voit attribuer le matricule 246.
- 1936 : mai 1936, après 10 saisons en "Promotion", OLYMPIC CLUB DE CHARLEROI (246) accède pour la première fois à la "Division 1" (deuxième division belge de l'époque).
- 1937 : mai 1937, OLYMPIC CLUB DE CHARLEROI (246) accède pour la première fois à la "Division d'Honneur" (plus haute division belge de l'époque). Il y évolue jusqu'en 1955.
- 1937 : 12/06/1937, OLYMPIC CLUB DE CHARLEROI (246) est reconnu "Société Royale". Le club prend le nom de ROYAL OLYMPIC CLUB DE CHARLEROI (246) le 20/08/1937.
- 1972 : ROYAL OLYMPIC CLUB DE CHARLEROI (246) change son appellation et devient ROYAL OLYMPIC CLUB DE MONTIGNIES-SUR-SAMBRE (246).
- 1982 : ROYAL OLYMPIC CLUB DE MONTIGNIES-SUR-SAMBRE (246) change son appellation et devient ROYAL OLYMPIC CLUB DE CHARLEROI (246).
- 2000 : 01/07/2000, ROYAL OLYMPIC CLUB DE CHARLEROI (246) fusionne avec ROYALE ASSOCIATION MARCHIENNOISE DES SPORTS (278) pour former ROYAL OLYMPIC CLUB DE CHARLEROI-MARCHIENNE (246).
- 2011 : 20/09/2011, ROYAL OLYMPIC CLUB DE CHARLEROI-MARCHIENNE (246) fête ses 100 ans d'existence. Un glorieux jubilé qui ne donne pas lieu à beaucoup de fastes car l'avenir du club est très incertain compte tenu de sa situation financière. Neuf jours plus tard, le 29/09/2011, l'URBSFA décrète une « interdiction d'activités sportives » pour non-respect des délais de paiement d'arriérés de salaires à des joueurs et/ou anciens joueurs. Le 10 octobre 2011, le Tribunal de commerce de Charleroi déclare la faillite de la « SCRL » gérant le club...
- 2012 : 26/06/2012, ROYAL OLYMPIC CLUB DE CHARLEROI-MARCHIENNE (246) évite la radiation. Un projet de reprise déposé in-extremis permet la levée de l'interdiction d'activités.
- 2016 : 01/07/2016, ROYAL OLYMPIC CLUB DE CHARLEROI-MARCHIENNE (246) change son appellation officielle et redevient le OLYMPIC CLUB DE CHARLEROI (246) [5]
- 2019 : 01/07/2019, OLYMPIC CLUB DE CHARLEROI  (246) fusionne avec CHÂTELET FARCIENNES SPORTING CLUB (725) pour former OLYMPIC CHARLEROI CHÂTELET FARCIENNES (246)
- 2019 : 01/07/2020, (ROYAL) OLYMPIC CHARLEROI CHÂTELET FARCIENNES (246) change son appellation et redevient (ROYAL) OLYMPIC CLUB DE CHARLEROI (246).

## Le Club
Le club a été créé en 1911 à l'initiative de Jules Ponsaerts, alors âgé de 17 ans. Des archives citent le 20 septembre 1911 comme date de fondation dans un établissement appelé le « Café de la Plaine ». L'année officielle de fondation est toutefois « 1912 », en fait le temps nécessaire à ce que le groupe initial se structure et que les documents requis à la création soient remplis et rentrés en bonne et due forme juridique. La première affiliation de l'Olympic Club Charleroi à l'URBSFA est entérinée en juin 1913.

### Premiers carolos parmi l'élite
L'Olympic est l'autre "grand" club de la ville de Charleroi et l'ancestral rival du Sporting. Si les Zèbres du Sporting marquent les deux dernières décennies, les "Dogues" de l'Olympic sont les premiers à se mettre en évidence. Sous la conduite d'un président visionnaire, le Docteur Gaston Gianolla, le ROCC gravit les échelons et fait forte impression. Ils accèdent à la Division d'Honneur (la plus haute série de l'époque) en 1937 après une seule saison en Division 1 (la D2 à ce moment).
De 1937 à 1955, l'Olympic passe 15 saisons consécutives dans la plus haute division belge (qui prend le nom de Division 1 en 1952). Les Zèbres du Sporting, lors de leurs trois premiers séjours dans la plus haute division, n'égaleront pas cette performance. Ils devront attendre la période "1985-2011"  et aligneront 26 saisons. De 1937 à 1955, l'Olympic réalisent quelques très jolies saisons dont celle de 1946-1947 où il termine vice-champion de Belgique derrière un certain R. SC Anderlechtois qui enlève le premier de ses trente titres nationaux.
Relégués en 1955, les Dogues remontent directement et évoluent encore parmi l'élite jusqu'en 1963. Après cette relégation, la période dorée est terminée. Le club reste toutefois en Division 2 jusqu'en 1981, avec deux aller/retour vers l'élite en 1967 et en 1974.

### Dernière pige en D1
Les choses commencent à se gâter à la fin des années 1970. En 1972, le club passe sous la présidence de Jacques Lamotte. L'homme a sa propre vision des choses. Il prend des accords avec le Bourgmestre de Montignies-sur-Sambre (la fusion des Communes n'intervient que l'année suivante) et rebaptise le club du nom d'Olympic de Montignies (ou OM). Les couleurs officielles deviennent celle de la commune, à savoir "Rouge et Blanc". Sous la direction de Lamotte, le club ne connaît qu'une période faste : celle de l'éphémère remontée en D1 en 1974. Ensuite, la gestion catastrophique de l'équipe en place plonge le cercle dans de graves soucis financiers. Le vieux club est sauvé une première fois grâce à un "concordat judiciaire" rondement mené par les curateurs de l'époque. Mais la chute sportive est inéluctable. Renvoyé en Division 3 en 1981, soit après 45 ans de présence dans les deux plus hautes divisions. La direction qui s'est mise en place après l'épisode « Lamotte » commet aussi des erreurs. Les luttes intestines qui agitent le club n'arrangent rien. Les finances toujours gravement dans le rouge, l'Olympic est finalement déclaré en faillite. Une fusion avec le Sporting voisin est sérieusement envisagée. Finalement après maintes tractations, réunions chahutées et malgré certains votes « arrangés », le projet de fusion échoue.
Il faut l'arrivée à la présidence de Jean-Claude Olio pour éviter le pire. Malgré une relégation, en Promotion, en 1984, le « matricule 246 » est stabilisé. Restant deux saisons au 4e niveau, il frôle la relégation en Provinciale puis, avec Guy Fromont comme entraîneur, remporte le titre en 1986 et retrouve ainsi la D3.

### Des hauts et des bas
Le club se stabilise au 3e niveau de la hiérarchie jusqu'au milieu des années 1990, manquant la montée dans l'antichambre de l'élite pour un point derrière le Stade Leuven en 1988. Quatre ans plus tard, le club fête ses 80 ans d'existence. Sous la direction de Mario Notaro, il occupe longtemps la tête de sa série. Mais chaloupant son deuxième tour, il se fait coiffer par le KV Oostende.
En 1995, il échoue lors du premier tour du tour final, qui en est à sa deuxième saison d'existence. Mais la saison suivante, le matricule 246 est sacré champion avec neuf points d'avance sur ses trois premiers poursuivants.
Le retour dans l'antichambre de l'élite en 1996-1997, soit après 18 ans d'absence, n'est pas évident. L'Olympic de Charleroi termine 16e sur 18 et est contraint de jouer les barrages (en fait le tour final de D3) pour tenter de se maintenir. Il échoue en s'inclinant (2-1) d'emblée au K. St-Niklase SK Excelsior. La victoire contre Hoogstraten VV lors du repêchage est inutile. Mais la montée en D2 a sérieusement grevé le budget du club. La spirale des soucis financiers commencent ou plutôt s'aggravent. Le retour en D3 est pénible et le cercle frôle une deuxième descente de suite. En 1998, il évite les barrages en gagnant facilement (1-6) un test-match contre le K. FC Eeklo.
Le club se rassure en terminant en milieu de classement en 1999 puis décroche une place au tour final en 2000. L'Olympic élimine Hamme au premier tour mais est stoppé par Heusden-Zolder (créé la saison précédente par une triple fusion) lors de l'étape suivante. Après cette désillusion sportive, le club cherche son salut financier en fusionnant avec la Royale Association Marchiennoise des Sports.
La saison suivante, sportivement, la fusion semble être un échec. Le matricule 246 évite de peu les barrages. En 2002, le club termine milieu de classement puis se qualifie pour le tour final la saison suivante. Il est sorti au premier tour par le Sportvevroedering Wevelgem-City.
Le ROCCM passe ensuite deux saisons dans le ventre mou de la Division 3. Puis l'espoir revient en 2005 avec Abdul Aziz Alibhai, un homme d'affaires au passeport français, né en Tanzanie, et installé en Côte d'Ivoire. Grâce au nouvel investisseur, le club voit arriver plusieurs joueurs issus d'une Académie d'Abidjan et décroche le tour final en 2006. Les "Dogues" éliminent Visé et Cappellen, mais trébuche sur la dernière marche qui à les traits du Racing Waregem.
En 2007, l'Olympic est sacré champion sous la conduite de Dany Ost. La montée en Division 2 est fêtée avec faste.
Le début de la saison 2007-2008 est perturbé par le feuilleton "Namur-Geel". Vice-champion derrière les Dogues, le club des Merles de l'UR Namur n'accepte pas leur défaite en finale du tour final contre Geel (très endetté) et qu'ils estiment injustement promu à la suite d'une licence accordée avec trop de largesse. Finalement, la Division 2 compte 19 équipes. Le ROCCM termine tranquillement à la 11e place. Mais en 2009, les choses se gâtent. Le club ne peut éviter une des trois places de barragiste prévues. S'il élimine Visé, le matricule 246 est battu par Woluwe-Zaventem et relégué.
En 2010, bien que l'on parle plus de soucis financiers et de reprise du club (Monsieur Alibhai souhaitant se retirer), le R. Olympic Club Charleroi-Marchienne termine vice-champion derrière le RCS Visé dirigé par José Riga. Longtemps leaders, les Dogues craquent en fin de championnat. Le tour final apporte une nouvelle déception sportive. Vainqueur de Deinze, le club est surpris au tour suivant par Rupel Boom en s'inclinant à domicile (0-2) après un partage encourageant en terres anversoises (2-2).
Entre-temps, le club est alors repris par un groupe appelé "Diamond Sport" et représenté par un certain Peter Harrison. On pense le ROCCM tiré d'affaire financièrement mais quelques semaines après sa reprise, le club est déjà en quête d'argent frais, voire d'un autre repreneur. Un certain mystère plane longtemps sur cette société Diamond Sport, quasiment inconnue. En juin 2011, on apprend qu'elle est dirigée par un certain Lucas Neale, un juriste australien ayant joué au football dans son pays.
En attendant, la saison 2010-2011 fut de nouveau pénible pour les fans des "Dogues". Après une bonne entame de championnat, l'équipe, dirigée par Alex Czerniatynski, sombre. Le club est miné par les problèmes d'argent et surtout le non-paiement des salaires. Lors du déplacement à l'Excelsior Virton, le « noyau A » refuse de jouer et c'est l'équipe « Espoirs » qui est alignée !
Peu après le terme de la saison, Peter Harrison et Diamond Sport promettent 2 millions d'euros, garantissant que de nombreux joueurs de qualité veulent venir porte le maillot des Dogues. Les sympathisants et supporters ne demandent qu'à voir. Le club va-t-il sortir de ses incessants et récurrents soucis de trésorerie ?
La saison 2011-2012 commence péniblement pour un club que l'on sent de plus en plus en sursis. Sept défaites consécutives sanctionnent l'entame du championnat de Division 3. En date du 29 septembre 2011, le cercle est officiellement centenaire, mais ce jubilé passe quasi inaperçu. Lors de la Huitième journée, les « Dogues » battent Verviers, mais le jeudi suivant, le 29 septembre 2011, la Fédération décrète une interdiction d'activités sportives car le matricule 246 n'a pas respecté les délais imposés pour le paiement d'arriérés de salaires à des joueurs et/ou anciens joueurs. Le 10 octobre 2011, comme tout le monde s'y attend, le Tribunal de Commerce de Charleroi prononce la faillite de la « Société Coopérative Olympic de Charleroi ».

### Sauvetage de justesse
La radiation et disparition du matricule 246 semble inéluctable. Quelques courageux sympathisants veulent encore y croire et tentent de sauver le glorieux matricule, avant que l'échéance fédérale (30/06/2012) soit atteinte. Dès la faillite entérinée, un mouvement se met en branle. Timide au départ, les premières réunions voient grossir les rangs des bénévoles. Le 28 octobre 2011, une première action est lancée sous la forme d'une SOIRÉE DES DOGUES DE CŒUR. Une large place est laissée à l'évocation de l'Histoire du club centenaire, des nombreux invités sont prévus. C'est le premier rassemblement des forces vives.
Les semaines passent et les plus fervents supporteurs ne désarment pas. En décembre 2011, deux activités sont organisées par l'ASBL « Dogue246 » puis peu après les fêtes de fin d'année, un programme des festivités du Centenaire est publié par cette même association. Soirée théâtrale, Brocante, Banquet de Gala, Tournois de Jeunes, Journée de Fête des supporters et Tuning Show composent un programme éclectique.
L'avenir du club reste incertain mais en décembre 2011, deux pistes concrètes se sont manifestées. L'une est axée sur une formule commerciale, l'autre composée d'entrepreneurs locaux est plus humble et axée sur la formation des jeunes.
Finalement, alors que le printemps 2012 n'apporte rien de neuf, un plan de reprise se forme autour d'entrepreneurs locaux, emmenés pas Şahin aidé par l'ancien correspondant qualifié et de l'ASBL «Dogue246» laquelle regroupe des supporteurs et des sympathisants. Les derniers arrangements avec des créanciers, principalement d'anciens entraîneurs et joueurs, sont bouclés. À la date butoir, le 26 juin 2012, l'Union Belge lève la suspension d'activités sportives. Le club et son matricule sont sauvés.

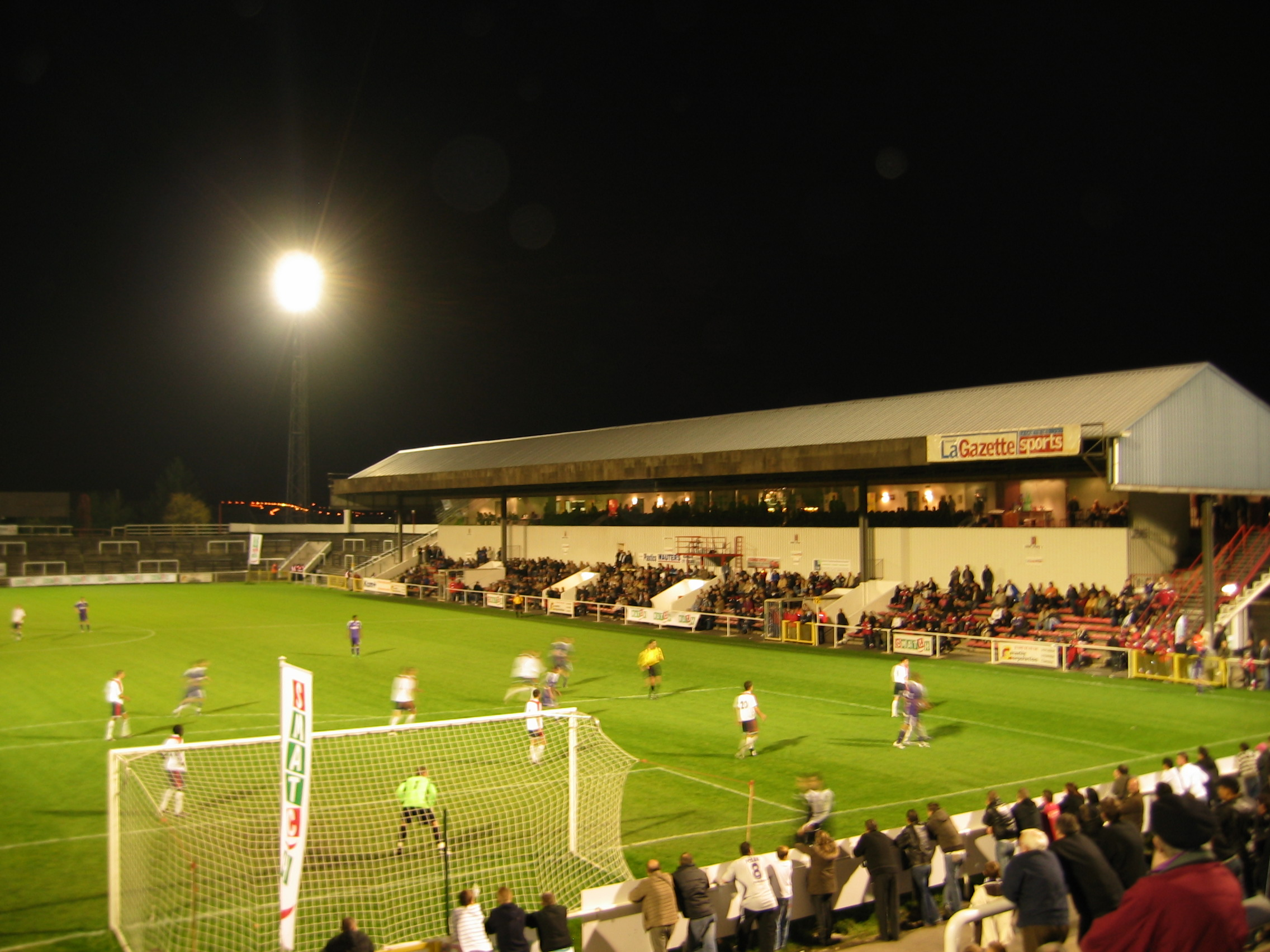
Stade de la Neuville pendant une rencontre amicale contre le RSC Anderlecht

#### Reprise de l'appellation "OCC"
Le mardi 19 avril 2016, la direction du matricule 246 organise une conférence de presse afin d'annoncer officiellement le changement d'appellation du club. Comme de nombreux supporters le souhaitaient depuis plusieurs années, notamment depuis le sauvetage miracle de 2012, le vieux cercle carolo délaisse le nom de « Marchienne » (issu d'une fusion avec l'ancienne RAMS en 2000) et retrouve sa dénomination "légendaire" de (Royal) Olympic Club de Charleroi, en abrégé (R)OCC .
À noter que l'utilisation du terme « Royal » est soumis à l'autorisation de la Maison du Roi quand un club ou association change d'appellation. Dans un premier temps, le matricule 246 est donc l'Olympic Club de Charleroi (OCC), le temps que la procédure administrative se régularise.

### Ambition rabotée et nouvelle fusion
Début mai 2019, la fédération belge entérine la fusion du matricule 246 (qui est conservé) avec le club porteur du matricule 725. La démarche est d'importance car la fusion étant officiellement acquise les répercussions sur les différentes séries (montant supplémentaire, etc.) sont connues avant le débuts des tours finaux. Le club constitué par la fusion prend l'appellation de (Royal) Olympic Charleroi Châtelet Farciennes à partir du 1er juillet 2019.
Cette union est autant un mariage de raison que le fruit d'un "amour authentique". Dans les rangs de l'Olympic de Charleroi (matricule 246) l'inquiétude est croissante depuis l'entame de la saison 2018-2019. Six ans après avoir sauvé miraculeusement le club de la radiation, la direction des "Dogues" connaît ses premières (grosses) difficultés. L'équipe qui s'est mise en place pendant l'été 2012 s'est petit à petit étiolée. Le plan initial visualisait une rapide stabilisation en "Promotion" (D4) puis une montée dans les deux à trois ans vers la "Division 3", à cette époque antichambre du football professionnel composée de 32 équipes. Parmi les éléments consolidant leur légitimes ambitions, les patrons olympiens, belges d'ascendance turque, espéraient secrètement d'attirer l'attention et de conclure un partenariat avec un cercle professionnel de la "Superlig" turque (D1).
Mais les doux rêves de progression subissent un double contre-coup. Puni administrativement pour "cession de patrimoine jugée punissable", le matricule 216 doit descendre en 1re provinciale à la fin de l'exercice 2013-2014. Employant toutes les procédures légales à sa disposition mais sans obtenir gain de cause, la direction de l'Olympic se retrouve début août 2014 avec un noyau constitué pour la "D4 nationale" contraint de jouer un cran plus bas. Les obligations sont remplies. Les joueurs comprennent le dilemme et acceptent que leurs primes de match soient plusieurs fois différées au cours de la saison. Sportivement, celle-ci est un triomphe, le club qui est encore nommé "ROCCM" survole la "P1" et remporte le titre facilement, malgré un déficit initial de 9 points.
Le retour en Promotion est de nouveau jubilatoire avec un noyau conservé et renforcé. Les fans du matricule 246 sont aux anges avec un second titre de rang. Une joie à laquelle vient s'ajouter la reprise du nom historique de Olympic Club de Charleroi (op cit). Hélas c'est à ce moment que les soucis reviennent survoler "La Neuville". Après 64 ans de quasi inertie, la fédération belge opère une réforme de ses séries nationales. Aiguillonnées par la Pro League, les différentes composantes concernées du football belge acceptent la réduction des niveaux 2 à 4 et la création d'un 5e étage national. Pour rappel, la "D2" devient la "D1B", elle passe de 18 à 8 équipes. La "D3" devient la "D1 Amateur" et est réduite de 36 à 16 clubs. Enfin, la "Promotion" devient la "D2 Amateur" scindée en ailes linguistiques: 32 VFV et 16 ACFF, soit 48 places au lieu de 64 formations. Bien que champion 2016, l'Olympic de Charleroi ne peut pas monter au 3e niveau.

#### Surendettement?
Avec son cercle contraint de poursuivre au 4e niveau, la direction des Dogues se retrouvent devant des difficultés accrues. L'accès au niveau 3 est plus difficile à obtenir. En "Division 2 Amateur", la visibilité et la couverture médiatiques sont moindres ce qui complique la recherche et surtout l'acquisition de sponsors et de partenaires commerciaux. Malgré des accès mérités au tour final tant en 2017 qu'en 2018, l'Olympic reste bloqué au 4e étage. Au fil des saisons, le staff initial de dirigeants s'est progressivement réduit. Une double erreur de communications est alors commise durant le printemps 2018. L'arrivée de nouveaux investisseurs est annoncée par voie de presse. Dans la foulée, le Président Şahin annonce jouer le titre la saison suivante et qu'il ambitionne d'amener son club en "D1B" (D2) . Malheureusement, après une campagne de préparation encourageante avec un seizième de finale de Coupe de Belgique très honorable, en dépit du score final, contre Lokeren (2-5), les choses se gâtent à La Neuville. Le championnat 2018-2019 est un long chemin de croix. Les résultats de décevants à catastrophiques débouchent sur une relégation sportive avec une 15e place sur 16. Dès l'automne, la direction du club où le Président est de plus en plus esseulé dans le sens littéral du terme est la cible de nombreuses et vives critiques sur les réseaux sociaux. En fin d'année civile, une rumeur apparaît et enfle: "l'Olympic est gravement endetté et risque la faillite". Malgré le démenti de gravité d'Adem Şahin, notamment sur l'exagération des sommes citées par "la rumeur", la situation est de plus en plus morose . Le sauvetage de 2012 et les deux titres consécutifs de 2015 et 2016 sont vite oubliés tout comme les tours finaux obtenus en 2017 et 2018. Certains réclament le départ du Président Adem Şahin quand en janvier, l'Olympic est appelé à fournir des explications au Tribunal de Commerce concernant des sommes en retard auprès de l'administration fiscale .

#### Situation ubuesque en fin de saison 2018-2019
Le club candidat au titre est réduit à jouer son maintien, mission qu'il ne peut remplir (op cit). Un délai est obtenu du Tribunal de Commerce quant aux retards fiscaux. Paradoxalement, malgré une légitime déception, le climat s'est adouci et le découragement n'est pas général dans les rangs des fans olympiens. En cause un autre bruit, entendu pour la première fois lors de la "Trêve des Confiseurs". Celui-ci passe rapidement du statut de "rumeur" à celui de fait avéré: la direction du Châtelet Farciennes (Division 1 Amateur) serait intéressé par une fusion . C'est donc avec un esprit ailleurs que les supporters suivent le second tour calamiteux, avec la fusion "Olympic-Châtelet" devenant de plus en plus une réalité. Il faut toutefois attendre la date limite prévue par l'URBSFA pour que tout soit acquis. Dans l'ombre l'ASBL Dogue246, déjà active lors du sauvetage de 2012, a fait discrètement le nécessaire pour que le matricule 246 soit en ordre de licence pour la D1 Amateur, et donc conservé par le club coalisé.
L'Olympic et son matricule 246 poursuivent donc leur Histoire. Mais cette constatation est totalement dérisoire face à la cruauté du destin. Au milieu du mois de mai 2019, celui de l'acceptation de la fusion, le nouveau président du club, Monsieur Patrick Remy perd accidentellement son jeune fils Louis, âgé de 21 ans.

### Fusion, départ mitigé en D1 Amateur, puis le Covid-19
Après un bon départ et quelques succès remarqués en début de saison 2019-2020, les mauvais résultats s'enchainent pour le club fusionné. La direction sportive, Raphael Remy et Adem Sahin, décident de rompre le contrat de l'entraîneur Alexandre Czerniatynski qui est remplacé en novembre 2019 par un autre ancien de la maison: Thierry Pister avec pour objectif de remettre de l'ordre au sein de vestiaire et d'envisager plus sereinement la deuxième partie de saison. En proie à des soucis de santé, le coach Pister prend du recul en février 2020 . Le club cercle se stabilise au-dessus des places relégables, mais en raison de la pandémie de covid-19, le championnat est interrompu et finalement arrêté.
En avril 2020, Pister étant toujours en soins, l'Olympic présente son nouvel entraîneur : Xavier Robert que l'on a connu à La Louviere Centre . Le technicien signe pour deux ans. Une douzaine de jours plus tard, arrive en Mohamed Dahmane pour exercer les fonctions de Directeur sportif, tout en restant disponible comme joueur. 
En raison de la pandémie qui persiste, le championnat 2020-2021 est suspendu à la mi-octobre . Puis la saison est décrétée « blanche », par la  fédération en janvier 2021 . Cependant, les « Dogues  » réalisent un beau parcours en Coupe de Belgique, lors duquel ils éliminent notamment le Lierse Kempenzonen (D1B) et Zulte-Waregem (D1A).

Le 4 mai 2025, le club devient champion et valide sa monté dans le 2 ème échelon du football belge. Le club évoluera en challenger pro league pour la saison 2025-2026.

## Terrains et Stades
- 1911-1911 : Plaine des Manœuvres à Charleroi à Charleroi (site de l'actuel Palais de Justice)
- 1912-1914 : Plaine de l'Exposition (celle de 1911) à Charleroi-Nord (site de l'actuelle Université du Travail)
- 1919-1923 : site de « La Nervienne », rue des Francs à Marcinelle-Villette
- 1923 -... = La Neuville, rue Neuve à Montignies-sur-Sambre

## Couleurs officielles
- 1911-1912 = Mauve et Blanc
- 1912-1922 = Noir et Blanc ( à rayures délaissées par le Sporting voisin de 1912 à 1922 !)
- 1922-1972 = Noir et Blanc (tenue mythique et légendaire: maillot noir à col et manchettes blanches, short blanc, bas noir)
- 1972-1982 = Rouge et Blanc
- Depuis 1982 = Noir et Blanc

## Anciens logos

Années 1930 à 1960
2000-2012
2012-2016
2016-2017
Depuis 2017

## Résultats dans les divisions nationales
Statistiques mises à jour le 3 décembre 2024 (terme de la saison 2023-2024)

### Palmarès
- 2 fois champion de Division 2 en 1937 et 1974.
- 4 fois champion de Division 3 en 1936, 1996, 2007 et 2025.
- 2 fois champion de Promotion en 1986 et 2016.

### Bilan
| Niv | Divisions     | Jouées | Titres | TM Up | TM Down |
| --- | ------------- | ------ | ------ | ----- | ------- |
| I   | 1re nationale | 24     | 0      |       |         |
| II  | 2e nationale  | 21     | 2      |       | 2       |
| III | 3e nationale  | 41     | 3      | 5     |         |
| IV  | 4e nationale  | 8      | 2      | 2     |         |
| V   | 5e nationale  | 0      | 0      |       |         |
|     |               |        |        |       |         |
|     | TOTAUX        | 94     | 7      | 7     | 2       |

- TM Up : test-match pour départager des égalités, ou toutes formes de Barrages ou de Tour final pour une montée éventuelle.
- TM Down : test-match pour départager des égalités, ou toutes formes de Barrages ou de Tour final pour le maintien.

### Résultats avant d'intégrer les séries nationales

#### Union Belge des Sociétés de Sports Athlétiques (UBSSA)
- 1913-14 : Championnat des adhérents Hainaut-Namur - 1er
- 1914-18 : Compétitions officielles annulées

#### Fédération Wallonne des Sociétés deSports Arthlétiques (FWSSA)
- 1919-20 : rencontres amicales
- 1920-21 : Division 1 - 1er

#### Union Royale Belge des Sociétés de Football Association (URBSFA)
- 1921-22 : Adhérents de Charleroi, Division 1 - renonce à participer
- 1922-23 : Adhérents Hainaut, Division 1 - virtuel 4e (participe « hors-compétition », n'est donc pas dans le classement final officiel)
- 1923-24 : Division II provinciale [18], série Hainaut B - 8e
- 1924-25 : Division II provinciale, série Hainaut B - 5e
- 1925-26 : Division II provinciale, série Hainaut B - 3e [19]

## Personnalités du club

### Entraîneurs
- Paul Grumeau (1926-1927), premier à  remplir les fonctions dites d'entraîneur.
- Edgard Poupoule Poelmans (1927-1929)
- Joseph Djek Romdenne (1929-1930)
- M. Lamport (1930-1932)
- Charles Deridder (1934-1935) pour les joueurs anversois
 Mr Molnar (1934-1935) pour les joueurs carolos
- / Henri Grunbaum (1935-1939) 1er mandat
- Stefan Kovacs (1939-1941) aussi joueur
 Franciscus Van Tongerloo (1939-1940) aussi joueur
- Emile Stijnen (1941-1943) joueur/entraîneur, capitaine de l'équipe A
- Antoine Corbet (1943-1946)
- Jules Turnauer (1946)
- / Henri Grunbaum (1946-1948) 2e mandat
- Jean Cornilli (1948-1952)
- Karl Hummenberger (1952)
- Albert "Coco" Louis (1952-1954)
- Clément Deghislage (1954-1955)
- / Henri Grunbaum (1955-1963) 3e mandat
- Jean-Marie Prévost (1963-1965) 1er mandat
- Rik Geertsens (1965-1968)
- François Sermon (1968-1970)
- Pol Anoul (1970-1972)
- Evert Mur (1972)
- Jean-Marie Van Sevenant(1972-1973), joueur-entraîneur
- Hippolyte Van den Bosch (1973- février 1975)
- "Jacky" Duquesne (février 1975-Juin 1975) gardien de but, il dépanne jusqu'en fin de saison.
- Jean-Marie Prévost, 2e mandat
- Georges Delanghe (1975-1978)
- Gerhard "Bobby" Böhmer (1978) joueur, il dépanne deux semaines après la démission de G. Delanghe.
- Pierre Van Oostveldt (1978-1979)
- André Colasse (1979-1980)
- Pierre Antoine (1980)
- Domenico "Nico" Silvagni (1980)
- Jean Claes (1981-1982)
- Michel Delire (1982-1984)
- Jean Piccinin (1982-1985)
- Guy Fromont (1985-1989)
- Denis Asselman (1989-1990)
- Mario Notaro (1990-1994)
- Matthijs "Matt" van Toorn (1994-1995)
- André Colasse (1995-1997) 2e mandat
- Guy Fromont (1997-24 novembre 1997) 2e mandat
- Philippe Murari (24 novembre 1997-1998)
- Nebojša "Neba" Malbaša (1998-2000)
- Bernard Wégria (2000-13 novembre 2000)
- Dany Ost (16 novembre 2000-2002)
- Patrick Thairet(2002-2006)
- Dany Ost (2006-13 octobre 2008) 2e mandat
- Yves Soudan (13 octobre 2008-4 mai 2009), Dominique Cionci termine la saison 2008-2009.
- Dante Brogno (2009-2010)
- Alexandre Czerniatynski 2010- 4 octobre 2011
- Le club est déclaré en interdiction d'activités du 29/09/2011 au 26/06/2012.
- Antonio Tony Maraschiello août-10 septembre 2012
- Thierry Pister 10 septembre 2012- 9 octobre 2012 (puis il signe au RC Mechelen, Tony Maraschiello assure l'intérim une semaine)
- Yves Soudan (16 octobre 2012-juin 2013) 2e mandat
- Tibor Balog (juin 2013-septembre 2016)
- Soner Yürdakül (septembre 2016-2019)
- Alexandre Czerniatynski (2019-11/2019) 2e mandat
- Thierry Pister (nov. 2019-20 avril 2020) 2e mandat Pour raisons de santé, Th. Pister se met en retrait dès février 2020
- Xavier Robert (10 avril 2020jan. 2024)[20] Le 21/04/2020, Mohamed Dahmane arrive comme Directeur sportif.
- Abder Ramdane (depuis février 2024)